# Grand Theft Auto: Chinatown Wars
Grand Theft Auto: Chinatown Wars és un joc d'acció i aventura del 2009 desenvolupat per Rockstar Leeds juntament amb Rockstar North i publicat per Rockstar Games. El joc va ser llançat per a Nintendo DS el març de 2009, PlayStation Portable l'octubre de 2009, iOS el gener de 2010, i dispositius Android i Fire OS el desembre de 2014. És el tretzè joc. a la sèrie Grand Theft Auto i un seguiment de Grand Theft Auto IV, i és el primer llançat per a consoles portàtils des de Grand Theft Auto: Vice City Stories del 2006. Ambientada a l'actual Liberty City (una sàtira fictícia de la ciutat de Nova York), la història per a un sol jugador segueix el jove membre de la Tríada Huang Lee i els seus esforços per recuperar una espasa regalada pel seu difunt pare després que se li roben, mentre que sense voler-ho es converteixen, atrapat en una lluita pel poder entre les tríades de Liberty City.
El joc va ser dissenyat fonamentalment perquè els jugadors tinguessin interaccions notables amb objectes dels sistemes DS i telèfons intel·ligents mitjançant els seus controls de pantalla tàctil, alhora que oferia elements de joc únics que no es troben en altres entrades de la sèrie Grand Theft Auto. L'element més destacat, la possibilitat de comprar medicaments als proveïdors i vendre-los als distribuïdors per guanyar diners, va resultar controvertit després del llançament del joc.

## Sinopsi del joc
Grand Theft Auto: Chinatown Wars és un joc d'acció i aventura ambientat en un entorn de món obert. Té una presentació diferent dels jocs anteriors de la sèrie, ja que s'assembla parcialment als primers títols de Grand Theft Auto. En lloc d'una visió a nivell del sòl darrere del protagonista o una perspectiva de dalt a baix, Chinatown Wars utilitza una càmera totalment giratòria inclinada cap avall a l'acció. Chinatown Wars també utilitza polígons amb ombra cel·lular amb contorns negres per produir una estètica semblant a un còmic, un primer per a la sèrie. El títol té lloc en una interpretació reduïda de Liberty City de Grand Theft Auto IV.

## Trama
El 2009, Huang Lee, membre de la Tríada, viatja a Liberty City per lliurar l'espasa Yu Jian, una herència familiar guanyada en un joc de cartes pel seu pare recentment assassinat, al seu oncle Wu "Kenny" Lee. En arribar, l'escorta d'Huang és assassinada per assaltants desconeguts, que roben l'espasa i deixen Huang per mort. Sobrevivent, es dirigeix al restaurant de Kenny i informa al seu oncle del robatori. Kenny, indignat per la notícia, revela que tenia la intenció de lliurar l'espasa a Hsin Jaoming, l'ancià cap de les Tríades de Liberty City, per tal d'assegurar la seva posició com a successor. Sentint-se deshonrat per haver perdut a Yu Jian, Kenny li encarrega a Huang que l'ajudi a mantenir els seus negocis a flotació mentre es troba a la ciutat, cosa que fa que s'atragui lentament al tràfic de drogues. Mentre ajuda el seu oncle, Huang s'assabenta que dos altres competeixen per convertir-se en el successor d'Hsin: el seu fill Chan Jaoming, Zhou Ming, i es troba treballant per als dos homes a més de Kenny.
Durant una feina, Huang és interceptat per Wade Heston, un detectiu corrupte de l'LCPD sota observació d' afers interns, que s'ofereix a ajudar-lo a trobar Yu Jian, creient que detenir els lladres esborrarà la seva reputació i s'eliminarà els afers interns. Huang accepta i ajuda a Heston a investigar una banda coreana que està aliada amb les Tríades, que aquesta última sospita que està darrere del robatori de l'espasa. Després de molestar la seu dels coreans, la parella s'assabenta que hi ha un grup escissionat dins de la colla anomenat Wonsu Nodong, el líder del qual ha estat causant problemes a les Tríades amb l'ajuda d'un informador.

## Alliberament

### Màrqueting
A l'anunci de reserva de GameStop per a Grand Theft Auto: Chinatown Wars, el diàleg es referia al rescat corporatiu de la vida real el 2008. El 6 de març de 2009 es va publicar un nou tràiler de joc, que mostrava la jugabilitat que implicava l'ús d'un rifle de franctirador i interactuant amb els teclats amb el llapis de la Nintendo DS. GameStop va tenir una promoció on van enviar una furgoneta perquè la gent provava el joc abans que fos llançat. Altres botigues van regalar una "targeta de crèdit" que activa 10.000 dòlars de diners en el joc i un accés anterior a millors armes. Amazon va proporcionar un codi per desbloquejar un Infernus exclusiu a prova de bales amb comandes anticipades.

### Recepció

#### Versió de Nintendo DS
Grand Theft Auto: Chinatown Wars ha rebut un gran reconeixement de la crítica. A GameRankings, actualment és el joc de Nintendo DS més ben valorat mai, amb una puntuació mitjana del 93%. El joc té una puntuació total de 93/100 a Metacritic, que és la puntuació més alta d'aquest lloc per a un joc de DS. El joc també té la classificació més alta per a la Nintendo DS a GameSpot, amb una puntuació de 9,5/10. La revista oficial de Nintendo va valorar el joc en un 94%, elogiant les imatges i la varietat en el joc, i va concloure en la seva ressenya que "Rockstar ha capturat i condensat el Grand Theft Auto.els punts àlgids de la sèrie i els va agrupar en un títol fantàstic. Creus que el DS no pot gestionar GTA ? Penseu-hi de nou." IGN UK li va donar una puntuació de 9,2, anomenant-lo "una obra mestra dels jocs portàtils, mentre que IGN US va donar al joc un 9,5 sobre 10. Eurogamer li va donar una puntuació de 10/10/10, dient "En general, això és GTA tal com va ser al principi, amb la saviesa heretada de GTA tal com ha estat des d'aleshores, acabat amb tot tipus de coses que feliçment pertanyien a un GTA del futur. 1UP. com li va donar una A, dient que "des del principi, Chinatown Wars sembla impressionant".
Chinatown Wars va generar vendes inferiors a les previstes en la seva primera setmana al Regne Unit, i ni tan sols es va vendre al nivell del debut de Vice City Stories, que era l'expectativa de Rockstar. Als Estats Units, va vendre una mica menys de 90.000 unitats durant les seves dues primeres setmanes al mercat americà. Això va portar a Best Buy a vendre el joc a un preu reduït durant un temps limitat; la resposta a això va ser molt positiva.

#### Versió de PSP
Rockstar va confirmar mitjançant un comunicat de premsa que Grand Theft Auto: Chinatown Wars es llançaria per a PlayStation Portable el 20 d'octubre de 2009. Es va especular que la versió de PSP tornaria a la vista en tercera persona. No obstant això, va conservar la vista de dalt a baix de la versió DS i també va rebre elogis. El joc està disponible a UMD així com a través de PlayStation Network. 1UP.com va donar una a la versió de PSP, citant que l'experiència és bona la segona vegada i que és eficient per a les persones que juguen per primera vegada. IGN va donar a la versió de PSP un 9.3/10, en comparació amb el 9.5/10 de DS.
A diferència de la versió de DS, que va assolir el número 5, el joc de PSP no es va classificar entre els 40 primers del Regne Unit quan es va llançar,  ni tampoc va entrar al top 20 mensual dels EUA.

#### Versions d'iOS i Android
Chinatown Wars es va llançar a l'iPhone i l'iPod Touch el 17 de gener de 2010. La mecànica del minijoc de pantalla tàctil que es va veure originalment a la versió de Nintendo DS va tornar d'una manera similar. Els gràfics, en comparació amb les versions DS i PSP, no tenen cel-shaded com la versió DS i no tenen la il·luminació ambiental i els efectes que es veuen a la versió PSP. Una actualització publicada el 28 de març de 2010 va afegir les estacions de ràdio que abans eren exclusives a la versió de PSP.
La versió per a iPad es va llançar el 9 de setembre de 2010, amb gràfics d'alta definició de 1024 x 768. Va rebre l'aclamació de la crítica, amb Levi Buchanan d'IGN que li va donar un 9.0/10, qualificant-lo de "una obra fenomenal".
El 13 d'octubre de 2013, Chinatown Wars va ser eliminat de l'App Store sense cap declaració de Rockstar. Cal creure que va ser degut a problemes de compatibilitat amb iOS 7; el 21 de desembre de 2013, el joc va tornar a la botiga amb els problemes de compatibilitat solucionats. El 18 de desembre de 2014 es va publicar una actualització addicional que proporcionava suport per a les resolucions de la pantalla Retina i el suport del controlador sense fil.
Chinatown Wars va fer el seu debut als dispositius Android el 18 de desembre de 2014, amb les mateixes millores gràfiques i funcions que l'última actualització d'iOS. La versió d'Android va ser desenvolupada per War Drum Studios. Actualment, tant les versions d'iOS com d'Android no tenen compatibilitat multijugador o Social Club.

## Desenvolupament
El 15 de juliol de 2008, es va anunciar en una conferència de premsa de Nintendo que Grand Theft Auto: Chinatown Wars seria llançat a la Nintendo DS l'hivern següent. Segons Nintendo World Report, Chinatown Wars conté més de 900.000 línies de codi "optimitzat a mà".